# Macroptilium bracteatum
Macroptilium bracteatum är en ärtväxtart som först beskrevs av Christian Gottfried Daniel Nees von Esenbeck och Carl Friedrich Phil.Sigm. Martius, och fick sitt nu gällande namn av Marechal och Jean C. Baudet. Macroptilium bracteatum ingår i släktet Macroptilium och familjen ärtväxter. IUCN kategoriserar arten globalt som livskraftig. Inga underarter finns listade i Catalogue of Life.